# كاثرين بومان
كاثرين بومان (بالإنجليزية: Catherine Bowman)‏ هي كاتِبة وشاعرة أمريكية، ولدت في 1950.